# Campylaspis paucinodosa
Campylaspis paucinodosa är en kräftdjursart som beskrevs av Jones 1974. Campylaspis paucinodosa ingår i släktet Campylaspis och familjen Nannastacidae. Inga underarter finns listade i Catalogue of Life.